# Потпуни заокрет
Потпуни заокрет (енгл. U Turn је филмска крими-драма Оливера Стоуна из 1997. са Шоном Пеном, Џенифер Лопез и Ником Нолтијем у главним улогама.

## Радња
Полукриминални лик Боби Купер (Шон Пен) путује пустињама америчког залеђа како би се састао са кредитором и отплатио стари дуг. На путу је Бобију пукло црево хладњака и он је приморан да скрене са аутопута и оде до најближег сервиса. У полунапуштеном граду који се зове Супериор, он је случајна жртва пљачке продавнице и губи сав новац. Очекујући одмазду поверилаца, у грозничавој потрази за брзим новцем, меша се у живот града.
Радња је пуна обрта и неочекиваних открића.

## Улоге
| Глумац            | Улога                                  |
| ----------------- | -------------------------------------- |
| Шон Пен           | Боби Купер                             |
| Ник Нолти         | Џејк Макена                            |
| Џенифер Лопез     | Грејс Макена                           |
| Пауерс Бут        | шериф Вирџил Потер                     |
| Клер Дејнс        | Џени                                   |
| Хоакин Финикс     | Тоби Н. Такер/ТНТ                      |
| Џон Војт          | слепац                                 |
| Били Боб Торнтон  | Дарел                                  |
| Ејбрахам Бенруби  | моториста #1                           |
| Ричард Ритовски   | моториста #2                           |
| Аида Линарес      | Џамила                                 |
| Шон Стоун         | дечак у бакалници                      |
| Иља Волок         | Сергеј                                 |
| Валериј Николајев | Аркадиј                                |
| Брент Бриско      | Бојд                                   |
| Бо Хопкинс        | Ед                                     |
| Џули Хагерти      | Фло                                    |
| Лив Тајлер        | девојка на аутобуској станици          |
| Лори Меткалф      | контролер карата на аутобуској станици |